# Precious – A boldogság ára
A Precious – A boldogság ára (eredeti cím: Precious) 2009-ben bemutatott amerikai filmdráma, melynek rendezője és társproducere Lee Daniels. A főbb szerepekben Gabourey Sidibe, Mo’Nique, Paula Patton és Mariah Carey látható.
Az Amerikai Egyesült Államokban 2009. november 6-án mutatták be. A film bevételi és kritikai szempontból is sikert aratott. A 82. Oscar-gálán hat kategóriában kapott jelölést, ebből kettőt megnyert.

## Rövid történet
1987-ben Claireece Precious Jones fiatal korában elképzelhetetlen nehézségeket él át. Anyja bántalmazza, apja megerőszakolja, szegényen, dühösen, analfabétaként, kövéren, szeretetlenül és általánosságban figyelmen kívül hagyva nő fel. 

## Szereplők
| Színész           | Szerep                     | Magyar hang        |
| ----------------- | -------------------------- | ------------------ |
| Gabourey Sidibe   | Claireece "Precious" Jones | Parti Nóra         |
| Mo’Nique          | Mary Lee Johnston          | Szirtes Ági        |
| Paula Patton      | Ms. Blu Rain               | Pikali Gerda       |
| Mariah Carey      | Ms. Weiss                  | Tóth Ildikó        |
| Sherri Shepherd   | Lisa "Cornrows"            | Makay Andrea       |
| Lenny Kravitz     | John McFadden ápoló        | Kálid Artúr        |
| Nealla Gordon     | Mrs. Sondra Lichtenstein   | Román Judit        |
| Stephanie Andujar | Rita Romero                | Csuha Borbála      |
| Chyna Layne       | Rhonda Patrice Johnson     | Nemes Takách Kata  |
| Xosha Roquemore   | Jo Ann                     | Bogdányi Titanilla |
| Bill Sage         | Mr. Wicher Sage            | Mesterházy Gyula   |
| Jamie Foxx        | Frank Mason (törölt cameo) | N/A                |

## Megjelenés
A filmet a 2009-es Sundance Filmfesztiválon mutatták be 2009. január 15-től január 25-ig a Utah állambeli Park Cityben. Cannes-ban a film vetítése után a közönség tizenöt percig állva tapsolt a filmnek. 

### Médiakiadás
A film 2010. március 9-én jelent meg DVD-n és Blu-ray formátumban; a megjelenés első hetében 1,5 millió eladott DVD-vel az Egyesült Államok DVD-eladási toplistájának első helyére került. Az iTunes és az Amazon.com kölcsönzési listáinak első helyét is elérte.